# V.Premier League 2014-2015 (femminile)
La V.Premier League 2014-2015, 48ª edizione della massima serie del campionato giapponese femminile di pallavolo, si è svolta dal 15 novembre 2014 al 4 aprile 2015: al torneo hanno partecipato 8 squadre di club giapponesi e la vittoria finale è andata per la sesta volta alle NEC Red Rockets.

## Squadre partecipanti
- Ageo Medics
- Denso Airybees
- Hisamitsu Springs
- Hitachi Rivale
- NEC Red Rockets
- Okayama Seagulls
- Toyota Queenseis
- Toray Arrows

## Torneo

### Regular season

#### Primo round
| Prima giornata |                                   |     |                                   |
|                |                                   |     |                                   |
| 15-11          | Hisamitsu Springs - Toray Arrows  | 3-2 | 25-27, 25-17, 19-25, 27-25, 15-13 |
| 15-11          | Okayama Seagulls - Denso Airybees | 3-0 | 26-24, 25-21, 25-23               |
| 16-11          | TAB Queenseis - Ageo Medics       | 0-3 | 21-25, 15-25, 30-32               |
| 16-11          | NEC Red Rockets - Hitachi Rivale  | 3-0 | 25-15, 25-22, 25-21               |

| Seconda giornata |                                   |     |                     |
|                  |                                   |     |                     |
| 22-11            | Hisamitsu Springs - TAB Queenseis | 3-0 | 25-17, 25-21, 27-25 |
| 22-11            | NEC Red Rockets - Denso Airybees  | 3-0 | 25-18, 25-18, 25-23 |
| 22-11            | Hitachi Rivale - Ageo Medics      | 3-0 | 25-15, 25-21, 25-22 |
| 22-11            | Okayama Seagulls - Toray Arrows   | 3-0 | 25-16, 25-14, 25-17 |

| Terza giornata |                                    |     |                                   |
|                |                                    |     |                                   |
| 23-11          | Hisamitsu Springs - Denso Airybees | 3-1 | 22-25, 25-22, 25-18, 25-14        |
| 23-11          | TAB Queenseis - NEC Red Rockets    | 2-3 | 21-25, 25-20, 25-18, 21-25, 10-15 |
| 23-11          | Toray Arrows - Ageo Medics         | 0-3 | 16-25, 20-25, 21-25               |
| 23-11          | Okayama Seagulls - Hitachi Rivale  | 3-0 | 26-24, 25-22, 25-20               |

| Quarta giornata |                                     |     |                                   |
|                 |                                     |     |                                   |
| 29-11           | Toray Arrows - TAB Queenseis        | 1-3 | 25-21, 23-25, 21-25, 10-25        |
| 29-11           | Hitachi Rivale - Denso Airybees     | 3-2 | 23-25, 21-25, 29-27, 34-32, 15-13 |
| 29-11           | Hisamitsu Springs - NEC Red Rockets | 3-2 | 16-25, 23-25, 25-15, 25-20, 15-9  |
| 29-11           | Okayama Seagulls - Ageo Medics      | 3-2 | 18-25, 25-23, 25-19, 19-25, 17-15 |

| Quinta giornata |                                    |     |                                   |
|                 |                                    |     |                                   |
| 30-11           | Toray Arrows - Hitachi Rivale      | 3-2 | 18-25, 25-22, 25-22, 17-25, 16-14 |
| 30-11           | TAB Queenseis - Denso Airybees     | 3-0 | 25-23, 26-24, 25-23               |
| 30-11           | Hisamitsu Springs - Ageo Medics    | 3-1 | 25-18, 25-21, 17-25, 25-14        |
| 30-11           | Okayama Seagulls - NEC Red Rockets | 3-1 | 25-17, 25-20, 23-25, 25-21        |

| Sesta giornata |                                    |     |                                   |
|                |                                    |     |                                   |
| 06-12          | Hisamitsu Springs - Hitachi Rivale | 2-3 | 17-25, 25-16, 25-22, 21-25, 11-15 |
| 06-12          | TAB Queenseis - Okayama Seagulls   | 0-3 | 23-25, 20-25, 21-25               |
| 06-12          | NEC Red Rockets - Ageo Medics      | 3-2 | 25-15, 23-25, 18-25, 28-26, 15-13 |
| 06-12          | Toray Arrows - Denso Airybees      | 1-3 | 21-25, 20-25, 25-22, 22-25        |

| \| Settima giornata \| \| \| \| \| \| \| \| \| \| 07-12 \| Hisamitsu Springs - Okayama Seagulls \| 3-0 \| 25-19, 25-18, 25-21 \| \| 07-12 \| TAB Queenseis - Hitachi Rivale \| 2-3 \| 18-25, 25-22, 26-24, 23-25, 15-17 \| \| 07-12 \| Denso Airybees - Ageo Medics \| 1-3 \| 19-25, 25-20, 16-25, 24-26 \| \| 07-12 \| Toray Arrows - NEC Red Rockets \| 2-3 \| 19-25, 25-21, 19-25, 25-23, 17-19 \| |                                      |     |                                   |
| Settima giornata |                                      |     |                                   |
| |                                      |     |                                   |
| 07-12 | Hisamitsu Springs - Okayama Seagulls | 3-0 | 25-19, 25-18, 25-21               |
| 07-12 | TAB Queenseis - Hitachi Rivale       | 2-3 | 18-25, 25-22, 26-24, 23-25, 15-17 |
| 07-12 | Denso Airybees - Ageo Medics         | 1-3 | 19-25, 25-20, 16-25, 24-26        |
| 07-12 | Toray Arrows - NEC Red Rockets       | 2-3 | 19-25, 25-21, 19-25, 25-23, 17-19 |

#### Secondo round
| Ottava giornata |                                  |     |                                   |
|                 |                                  |     |                                   |
| 10-01           | Hisamitsu Springs - Ageo Medics  | 3-0 | 25-22, 25-19, 25-20               |
| 10-01           | NEC Red Rockets - Hitachi Rivale | 3-1 | 20-25, 25-23, 25-18, 25-22        |
| 10-01           | Okayama Seagulls - Toray Arrows  | 1-3 | 25-20, 22-25, 16-25, 21-25        |
| 10-01           | TAB Queenseis - Denso Airybees   | 3-2 | 25-23, 17-25, 18-25, 27-25, 15-11 |

| Nona giornata |                                     |     |                            |
|               |                                     |     |                            |
| 11-01         | Hisamitsu Springs - NEC Red Rockets | 3-0 | 25-22, 25-16, 30-28        |
| 11-01         | Hitachi Rivale - Ageo Medics        | 3-1 | 25-18, 23-25, 25-23, 25-20 |
| 11-01         | Okayama Seagulls - TAB Queenseis    | 3-1 | 25-21, 25-17, 19-25, 25-22 |
| 11-01         | Toray Arrows - Denso Airybees       | 3-0 | 25-23, 25-22, 25-19        |

| Decima giornata |                                      |     |                                   |
|                 |                                      |     |                                   |
| 17-01           | NEC Red Rockets - Denso Airybees     | 3-0 | 25-20, 25-21, 25-18               |
| 17-01           | Hitachi Rivale - Toray Arrows        | 0-3 | 18-25, 19-25, 18-25               |
| 17-01           | TAB Queenseis - Ageo Medics          | 2-3 | 19-25, 25-19, 29-31, 25-21, 10-15 |
| 17-01           | Hisamitsu Springs - Okayama Seagulls | 3-2 | 17-25, 25-15, 20-25, 25-16, 15-13 |

| Undicesima giornata |                                   |     |                                   |
|                     |                                   |     |                                   |
| 18-01               | Toray Arrows - NEC Red Rockets    | 3-0 | 25-22, 25-23, 25-23               |
| 18-01               | Hitachi Rivale - Denso Airybees   | 2-3 | 18-25, 25-23, 21-25, 25-23, 14-16 |
| 18-01               | Hisamitsu Springs - TAB Queenseis | 3-0 | 25-17, 25-15, 25-12               |
| 18-01               | Okayama Seagulls - Ageo Medics    | 1-3 | 16-25, 24-26, 27-25, 17-25        |

| Dodicesima giornata |                                   |     |                                   |
|                     |                                   |     |                                   |
| 24-01               | Okayama Seagulls - Denso Airybees | 0-3 | 20-25, 24-26, 21-25               |
| 24-01               | NEC Red Rockets - Ageo Medics     | 2-3 | 22-25, 23-25, 26-24, 25-19, 10-15 |
| 24-01               | Hisamitsu Springs - Toray Arrows  | 3-1 | 23-25, 25-23, 25-22, 25-17        |
| 24-01               | TAB Queenseis - Hitachi Rivale    | 3-2 | 25-20, 25-10, 22-25, 16-25, 20-18 |

| Tredicesima giornata |                                    |     |                                   |
|                      |                                    |     |                                   |
| 25-01                | Denso Airybees - Ageo Medics       | 0-3 | 21-25, 23-25, 16-25               |
| 25-01                | NEC Red Rockets - Okayama Seagulls | 3-0 | 25-18, 25-23, 25-13               |
| 25-01                | Hisamitsu Springs - Hitachi Rivale | 3-2 | 25-17, 25-19, 22-25, 22-25, 15-9  |
| 25-01                | TAB Queenseis - Toray Arrows       | 3-2 | 28-26, 25-16, 19-25, 16-25, 16-14 |

| \| Quattordicesima giornata \| \| \| \| \| \| \| \| \| \| 31-01 \| Toray Arrows - Ageo Medics \| 3-1 \| 17-25, 25-22, 25-17, 25-20 \| \| 31-01 \| TAB Queenseis - NEC Red Rockets \| 0-3 \| 28-30, 23-25, 26-28 \| \| 31-01 \| Hisamitsu Springs - Denso Airybees \| 3-2 \| 25-21, 18-25, 25-22, 18-25, 15-9 \| \| 31-01 \| Okayama Seagulls - Hitachi Rivale \| 3-1 \| 25-21, 13-25, 25-22, 25-15 \| |                                    |     |                                  |
| Quattordicesima giornata |                                    |     |                                  |
| |                                    |     |                                  |
| 31-01 | Toray Arrows - Ageo Medics         | 3-1 | 17-25, 25-22, 25-17, 25-20       |
| 31-01 | TAB Queenseis - NEC Red Rockets    | 0-3 | 28-30, 23-25, 26-28              |
| 31-01 | Hisamitsu Springs - Denso Airybees | 3-2 | 25-21, 18-25, 25-22, 18-25, 15-9 |
| 31-01 | Okayama Seagulls - Hitachi Rivale  | 3-1 | 25-21, 13-25, 25-22, 25-15       |

#### Terzo round
| Quindicesima giornata |                                      |     |                            |
|                       |                                      |     |                            |
| 01-02                 | Toray Arrows - TAB Queenseis         | 3-0 | 25-20, 25-23, 25-18        |
| 01-02                 | NEC Red Rockets - Ageo Medics        | 0-3 | 22-25, 21-25, 21-25        |
| 01-02                 | Hitachi Rivale - Denso Airybees      | 0-3 | 18-25, 20-25, 17-25        |
| 01-02                 | Hisamitsu Springs - Okayama Seagulls | 1-3 | 16-25, 19-25, 25-21, 16-25 |

| Sedicesima giornata |                                     |     |                            |
|                     |                                     |     |                            |
| 07-02               | Hisamitsu Springs - NEC Red Rockets | 0-3 | 23-25, 28-30, 18-25        |
| 07-02               | Toray Arrows - Denso Airybees       | 0-3 | 15-25, 15-25, 23-25        |
| 07-02               | Okayama Seagulls - Hitachi Rivale   | 1-3 | 25-22, 23-25, 17-25, 17-25 |
| 07-02               | TAB Queenseis - Ageo Medics         | 0-3 | 21-25, 24-26, 19-25        |

| Diciassettesima giornata |                                    |     |                                   |
|                          |                                    |     |                                   |
| 08-02                    | Hisamitsu Springs - Denso Airybees | 3-0 | 25-21, 25-19, 25-16               |
| 08-02                    | Toray Arrows - NEC Red Rockets     | 3-2 | 25-23, 25-17, 21-25, 22-25, 17-15 |
| 08-02                    | Okayama Seagulls - Ageo Medics     | 3-0 | 25-15, 25-20, 25-19               |
| 08-02                    | TAB Queenseis - Hitachi Rivale     | 3-0 | 25-21, 25-22, 25-21               |

| Diciottesima giornata |                                  |     |                            |
|                       |                                  |     |                            |
| 14-02                 | NEC Red Rockets - Hitachi Rivale | 3-0 | 25-23, 27-25, 31-29        |
| 14-02                 | Denso Airybees - Ageo Medics     | 1-3 | 17-25, 22-25, 29-27, 16-25 |
| 14-02                 | Okayama Seagulls - TAB Queenseis | 3-0 | 25-21, 25-18, 25-21        |
| 14-02                 | Toray Arrows - Hisamitsu Springs | 1-3 | 25-23, 22-25, 18-25, 24-26 |

| Diciannovesima giornata |                                   |     |                                   |
|                         |                                   |     |                                   |
| 15-02                   | NEC Red Rockets - Denso Airybees  | 3-1 | 20-25, 25-19, 25-20, 25-18        |
| 15-02                   | Hitachi Rivale - Ageo Medics      | 1-3 | 23-25, 27-29, 25-14, 23-25        |
| 15-02                   | Hisamitsu Springs - TAB Queenseis | 3-2 | 25-21, 19-25, 25-19, 20-25, 15-11 |
| 15-02                   | Toray Arrows - Okayama Seagulls   | 3-1 | 25-23, 25-23, 21-25, 25-15        |

| Ventesima giornata |                                    |     |                                   |
|                    |                                    |     |                                   |
| 21-02              | Toray Arrows - Ageo Medics         | 3-1 | 25-23, 20-25, 25-21, 25-18        |
| 21-02              | Hitachi Rivale - Hisamitsu Springs | 0-3 | 22-25, 19-25, 17-25               |
| 21-02              | TAB Queenseis - Denso Airybees     | 2-3 | 25-19, 25-19, 16-25, 21-25, 11-15 |
| 21-02              | NEC Red Rockets - Okayama Seagulls | 0-3 | 23-25, 21-25, 29-31               |

| \| Ventunesima giornata \| \| \| \| \| \| \| \| \| \| 22-02 \| Hisamitsu Springs - Ageo Medics \| 1-3 \| 18-25, 18-25, 25-22, 23-25 \| \| 22-02 \| Hitachi Rivale - Toray Arrows \| 3-1 \| 25-20, 25-19, 20-25, 25-18 \| \| 22-02 \| Okayama Seagulls - Denso Airybees \| 3-2 \| 21-25, 25-15, 25-23, 23-25, 18-16 \| \| 22-02 \| NEC Red Rockets - TAB Queenseis \| 3-1 \| 25-22, 20-25, 25-15, 25-23 \| |                                   |     |                                   |
| Ventunesima giornata |                                   |     |                                   |
| |                                   |     |                                   |
| 22-02 | Hisamitsu Springs - Ageo Medics   | 1-3 | 18-25, 18-25, 25-22, 23-25        |
| 22-02 | Hitachi Rivale - Toray Arrows     | 3-1 | 25-20, 25-19, 20-25, 25-18        |
| 22-02 | Okayama Seagulls - Denso Airybees | 3-2 | 21-25, 25-15, 25-23, 23-25, 18-16 |
| 22-02 | NEC Red Rockets - TAB Queenseis   | 3-1 | 25-22, 20-25, 25-15, 25-23        |

#### Classifica
| Pos. | Squadra           | Pt | G  | V  | P  | SV | SP | Ratio | PF | PS | Ratio |
| ---- | ----------------- | -- | -- | -- | -- | -- | -- | ----- | -- | -- | ----- |
| 1    | Hisamitsu Springs | 46 | 21 | 17 | 4  | 55 | 28 | 1,964 | -  | -  | -     |
| 2    | NEC Red Rockets   | 39 | 21 | 13 | 8  | 46 | 33 | 1,394 | -  | -  | -     |
| 3    | Okayama Seagulls  | 38 | 21 | 13 | 8  | 45 | 32 | 1,406 | -  | -  | -     |
| 4    | Ageo Medics       | 36 | 21 | 12 | 9  | 44 | 36 | 1,222 | -  | -  | -     |
| 5    | Toray Arrows      | 31 | 21 | 10 | 11 | 41 | 41 | 1,000 | -  | -  | -     |
| 6    | Hitachi Rivale    | 22 | 21 | 7  | 14 | 32 | 51 | 0,627 | -  | -  | -     |
| 7    | Denso Airybees    | 20 | 21 | 6  | 15 | 30 | 50 | 0,600 | -  | -  | -     |
| 8    | Toyota Queenseis  | 20 | 21 | 6  | 15 | 30 | 52 | 0,577 | -  | -  | -     |

| Qualificate ai play-off scudetto | Al Challenge match |

### Play-off

#### Final 6
| Risultati |                                      |     |                            |
|           |                                      |     |                            |
| 28-02     | Ageo Medics - Hitachi Rivale         | 3-0 | 25-19, 25-18, 25-17        |
| 28-02     | Hisamitsu Springs - Okayama Seagulls | 3-1 | 25-21, 19-25, 25-19, 25-18 |
| 28-02     | NEC Red Rockets - Toray Arrows       | 3-0 | 25-21, 25-23, 25-21        |
| 07-03     | NEC Red Rockets - Okayama Seagulls   | 3-1 | 19-25, 25-23, 25-22, 25-14 |
| 07-03     | Ageo Medics - Toray Arrows           | 3-1 | 25-17, 25-16, 22-25, 25-12 |
| 08-03     | Hisamitsu Springs - Toray Arrows     | 3-1 | 19-25, 25-20, 25-19, 25-18 |
| 08-03     | NEC Red Rockets - Hitachi Rivale     | 0-3 | 17-25, 18-25, 17-25        |
| 14-03     | NEC Red Rockets - Ageo Medics        | 3-1 | 18-25, 36-34, 25-19, 25-20 |

| Risultati |                                     |     |                                   |
|           |                                     |     |                                   |
| 14-03     | Okayama Seagulls - Hitachi Rivale   | 1-3 | 23-25, 30-32, 25-19, 19-25        |
| 15-03     | Hisamitsu Springs - Ageo Medics     | 3-1 | 25-15, 25-18, 22-25, 25-21        |
| 15-03     | Okayama Seagulls - Toray Arrows     | 2-3 | 25-21, 22-25, 20-25, 25-22, 12-15 |
| 21-03     | Hisamitsu Springs - NEC Red Rockets | 3-0 | 25-20, 25-18, 25-20               |
| 21-03     | Toray Arrows - Hitachi Rivale       | 3-2 | 27-29, 26-24, 25-17, 22-25, 15-8  |
| 22-03     | Hisamitsu Springs - Hitachi Rivale  | 3-0 | 25-17, 25-22, 26-24               |
| 22-03     | Okayama Seagulls - Ageo Medics      | 3-1 | 25-16, 25-16, 23-25, 26-24        |

| Pos. | Squadra           | Pt | G | V | P | SV | SP | Ratio | PF | PS | Ratio |
| ---- | ----------------- | -- | - | - | - | -- | -- | ----- | -- | -- | ----- |
| 1    | Hisamitsu Springs | 20 | 5 | 5 | 0 | 15 | 3  | 5.000 | -  | -  | -     |
| 2    | NEC Red Rockets   | 13 | 5 | 3 | 2 | 9  | 8  | 1.200 | -  | -  | -     |
| 3    | Ageo Medics       | 8  | 5 | 2 | 3 | 9  | 10 | 0.900 | -  | -  | -     |
| 4    | Okayama Seagulls  | 7  | 5 | 1 | 4 | 8  | 13 | 0.620 | -  | -  | -     |
| 5    | Hitachi Rivale    | 7  | 5 | 2 | 3 | 8  | 10 | 0.800 | -  | -  | -     |
| 6    | Toray Arrows      | 5  | 5 | 2 | 3 | 8  | 13 | 0.620 | -  | -  | -     |

| Qualificata alla finale | Qualificata in semifinale |

#### Semifinale
|  | Semifinale      |                 |   |  |
|  |                 |                 |   |  |
|  | NEC Red Rockets | NEC Red Rockets | 3 |  |
|  | Ageo Medics     | Ageo Medics     | 0 |  |

| Semifinale |                               |     |                     |
|            |                               |     |                     |
| 28-03      | NEC Red Rockets - Ageo Medics | 3-0 | 25-22, 25-19, 25-21 |

#### Finale
|  | Finale scudetto   |                   |   |  |
|  |                   |                   |   |  |
|  | Hisamitsu Springs | Hisamitsu Springs | 1 |  |
|  | NEC Red Rockets   | NEC Red Rockets   | 3 |  |

| Finale |                                     |     |                            |
|        |                                     |     |                            |
| 04-04  | Hisamitsu Springs - NEC Red Rockets | 1-3 | 25-22, 22-25, 19-25, 22-25 |

### Challenge match
|  | Finale |                  |   |   |   |  |
|  |        |                  |   |   |   |  |
|  | 7      | Toyota Queenseis | 2 | 3 | 5 |  |
|  | 2VL    | JT Marvelous     | 3 | 1 | 4 |  |

|  | Finale |                |   |   |   |  |
|  |        |                |   |   |   |  |
|  | 8      | Denso Airybees | 3 | 3 | 6 |  |
|  | 1VL    | PFU BlueCats   | 1 | 1 | 2 |  |

| Gara 1 |                                      |     |                                  |
|        |                                      |     |                                  |
| 28-03  | Toyota Queenseis - JT Marvelous      | 2-3 | 25-18, 21-25, 25-22, 20-25, 7-15 |
| 28-03  | Denso Airybees - PFU BlueCats Kahoku | 3-1 | 18-25, 25-20, 25-23, 25-12       |

| Gara 2 |                                      |     |                            |
|        |                                      |     |                            |
| 29-03  | Toyota Queenseis - JT Marvelous      | 3-1 | 25-19, 25-18, 13-25, 25-13 |
| 29-03  | Denso Airybees - PFU BlueCats Kahoku | 3-1 | 25-20, 25-23, 17-25, 27-25 |

## Premi individuali
| Premio                                           | Giocatore        | Squadra           |
| ------------------------------------------------ | ---------------- | ----------------- |
| MVP                                              | Akari Oumi       | NEC Red Rockets   |
| Miglior allenatore                               | Akinori Yamada   | NEC Red Rockets   |
| Miglior spirito combattivo                       | Miyu Nagaoka     | Hisamitsu Springs |
| Miglior esordiente                               | Mizuki Yanagita  | NEC Red Rockets   |
| Miglior realizzatrice                            | Mia Jerkov       | Denso Airybees    |
| Miglior attaccante                               | Lauren Paolini   | Hitachi Rivale    |
| Miglior muro                                     | Erika Araki      | Ageo Medics       |
| Miglior servizio                                 | Kelly Murphy     | Ageo Medics       |
| Miglior ricevitrice                              | Risa Shinnabe    | Hisamitsu Springs |
| Miglior difesa                                   | Risa Shinnabe    | Hisamitsu Springs |
| Sestetto ideale                                  | Akari Oumi       | NEC Red Rockets   |
| Sestetto ideale                                  | Haruyo Shimamura | NEC Red Rockets   |
| Sestetto ideale                                  | Kaname Yamaguchi | NEC Red Rockets   |
| Sestetto ideale                                  | Miyu Nagaoka     | Hisamitsu Springs |
| Sestetto ideale                                  | Risa Shinnabe    | Hisamitsu Springs |
| Sestetto ideale                                  | Erika Araki      | Ageo Medics       |
| Miglior libero                                   | Sayaka Iwasaki   | NEC Red Rockets   |
| Premio d'onore (230 partite in V.Premier League) | Kaori Inoue      | Denso Airybees    |
| Premio d'onore (230 partite in V.Premier League) | Erika Araki      | Ageo Medics       |
| Premio d'onore (230 partite in V.Premier League) | Arisa Takada     | Toray Arrows      |

## Classifica finale
| Pos | Squadra           | Verdetto                     |
| --- | ----------------- | ---------------------------- |
| 1   | NEC Red Rockets   | Campionato asiatico per club |
| 2   | Hisamitsu Springs |                              |
| 3   | Ageo Medics       |                              |
| 4   | Okayama Seagulls  |                              |
| 5   | Hitachi Rivale    |                              |
| 6   | Toray Arrows      |                              |
| 7   | Denso Airybees    |                              |
| 8   | Toyota Queenseis  |                              |

## Statistiche
| Rendimento individuale | Rendimento individuale | Rendimento individuale | Rendimento individuale |
| Pos.                   | Nome                   | Punti                  | Squadra                |
| ---------------------- | ---------------------- | ---------------------- | ---------------------- |
| 1                      | Mia Jerkov             | 546                    | Denso Airybees         |
| 2                      | Kelly Murphy           | 464                    | Ageo Medics            |
| 3                      | Miyu Nagaoka           | 419                    | Hisamitsu Springs      |
| 4                      | Lauren Paolini         | 408                    | Hitachi Rivale         |
| 5                      | Saori Sakoda           | 348                    | Toray Arrows           |
| 6                      | Saori Kimura           | 336                    | Toray Arrows           |
| 7                      | Yuki Ishii             | 317                    | Hisamitsu Springs      |
| 8                      | Aimi Kawashima         | 308                    | Okayama Seagulls       |
| 9                      | Moe Sasaki             | 302                    | Okayama Seagulls       |
| 10                     | Kanani Danielson       | 298                    | Toyota Queenseis       |

| Attacchi vincenti | Attacchi vincenti | Attacchi vincenti | Attacchi vincenti |
| Pos.              | Nome              | Punti             | Squadra           |
| ----------------- | ----------------- | ----------------- | ----------------- |
| 1                 | Mia Jerkov        | 512               | Denso Airybees    |
| 2                 | Kelly Murphy      | 424               | Ageo Medics       |
| 3                 | Miyu Nagaoka      | 393               | Hisamitsu Springs |
| 4                 | Lauren Paolini    | 347               | Hitachi Rivale    |
| 5                 | Saori Sakoda      | 317               | Toray Arrows      |
| 6                 | Saori Kimura      | 295               | Toray Arrows      |
| 7                 | Aimi Kawashima    | 282               | Okayama Seagulls  |
| 8                 | Kanani Danielson  | 281               | Toyota Queenseis  |
| 9                 | Yuki Ishii        | 276               | Hisamitsu Springs |
| 10                | Moe Sasaki        | 276               | Okayama Seagulls  |

| Muri vincenti | Muri vincenti    | Muri vincenti | Muri vincenti     |
| Pos.          | Nome             | Punti         | Squadra           |
| ------------- | ---------------- | ------------- | ----------------- |
| 1             | Erika Araki      | 61            | Ageo Medics       |
| 2             | Lauren Paolini   | 50            | Hitachi Rivale    |
| 3             | Yuko Maruyama    | 49            | Ageo Medics       |
| 4             | Nana Iwasaka     | 47            | Hisamitsu Springs |
| 5             | Kaori Inoue      | 43            | Denso Airybees    |
| 6             | Riho Ōtake       | 42            | Denso Airybees    |
| 7             | Yeliz Askan      | 37            | NEC Red Rockets   |
| 8             | Yuki Ishii       | 34            | Hisamitsu Springs |
| 9             | Haruyo Shimamura | 33            | NEC Red Rockets   |
| 10            | Saori Kimura     | 31            | Toray Arrows      |

| Battute vincenti | Battute vincenti | Battute vincenti | Battute vincenti |
| Pos.             | Nome             | Punti            | Squadra          |
| ---------------- | ---------------- | ---------------- | ---------------- |
| 1                | Kelly Murphy     | 21               | Ageo Medics      |
| 2                | Erika Araki      | 16               | Ageo Medics      |
| 3                | Haruyo Shimamura | 15               | NEC Red Rockets  |
| 4                | Mia Jerkov       | 12               | Denso Airybees   |
| 5                | Yeliz Askan      | 11               | NEC Red Rockets  |
| 6                | Lauren Paolini   | 11               | Hitachi Rivale   |
| 7                | Yurie Nabeya     | 10               | Denso Airybees   |
| 8                | Miya Satō        | 10               | Hitachi Rivale   |
| 9                | Natsumi Fujita   | 10               | Toyota Queenseis |
| 10               | Saori Kimura     | 10               | Toray Arrows     |

NB: I dati sono riferiti esclusivamente alla regular season.